# Henri Delormel
Henri Delormel, né le 24 mars 1878 à Arpajon et mort le 1er octobre 1948, est un architecte français.

## Biographie
Fils d’un contremaître dans une fabrique de chaussures, Henri Delormel voit le jour le 24 mars 1878 à Arpajon dans l’Essonne.
Il se marie le 26 mai 1904 dans le 5e arrondissement de Paris avec Marie Berthe Lambert puis, en secondes noces, le 3 août 1933 dans le 6e arrondissement de Paris avec Pauline Pelletier.
Actif professionnellement à partir de 1904, il réalise principalement des immeubles de rapport. Son œuvre est notamment visible dans le 6e arrondissement de Paris. 
En 1929, il fonde la Foncière générale de Paris, dont le but est « la construction d’immeubles à loyers moyens pour toucher la plus grande clientèle ». En 1931, son cabinet a 27 ans d’existence et 127 immeubles construits. Il est également l’administrateur unique de la Société immobilière Assas-Raspail, dont il démissionne en 1935.

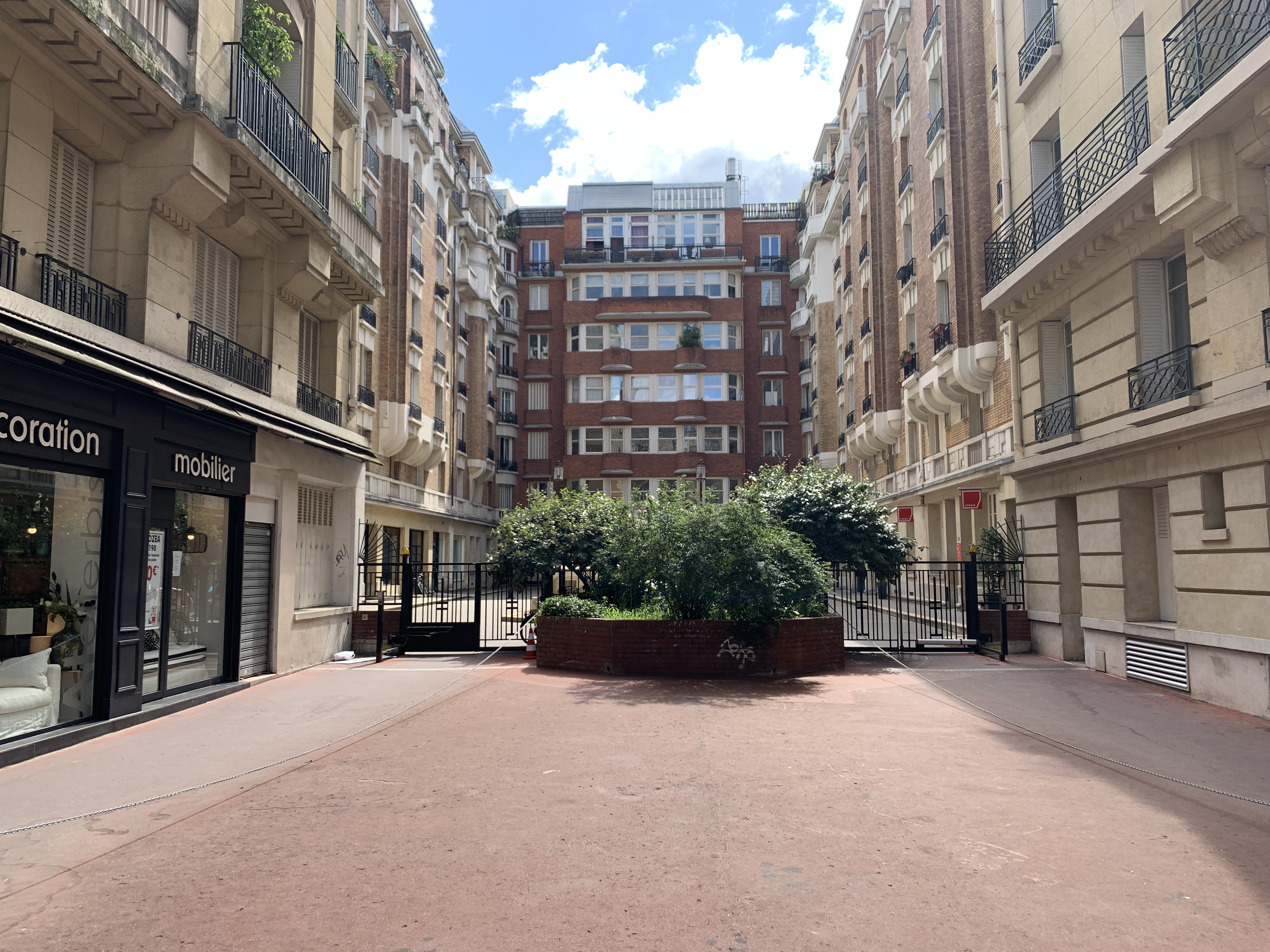
Le square Henri-Delormel à Paris.

En 1912, il réside 32 bis, rue Lacépède, à Paris et, en 1930, dans le 6e arrondissement de Paris, au 5, rue Auguste-Comte.
Le square Henri-Delormel, dans le 14e arrondissement de Paris rappelle sa mémoire.

## Réalisations
- 1, avenue de l'Observatoire (et 7, rue Auguste-Comte), Paris : immeuble de 1923[7].
- 48, rue du Bois-de-Boulogne, Neuilly-sur-Seine (1923)[8] ;
- 22 bis, avenue du Parc-Saint-James, Neuilly-sur-Seine (1927)[9],[10] ;
- 6, place du Panthéon, Paris (1927)[11] ;
- 5, rue Auguste-Comte : immeuble de 1929, signé en façade. L’architecte y avait son domicile.
- 24, avenue du 11-Novembre-1918, Meudon (vers 1930)[12] ;
- 27, rue du Cherche-Midi, Paris : immeuble de 1931[13] ;
- Square Henri-Delormel : ensemble d’immeubles construit entre 1930 et 1934[14], également accessible par le 28, avenue du Général-Leclerc : anciennement piscine, salle de billard, centre de remise en forme[15].

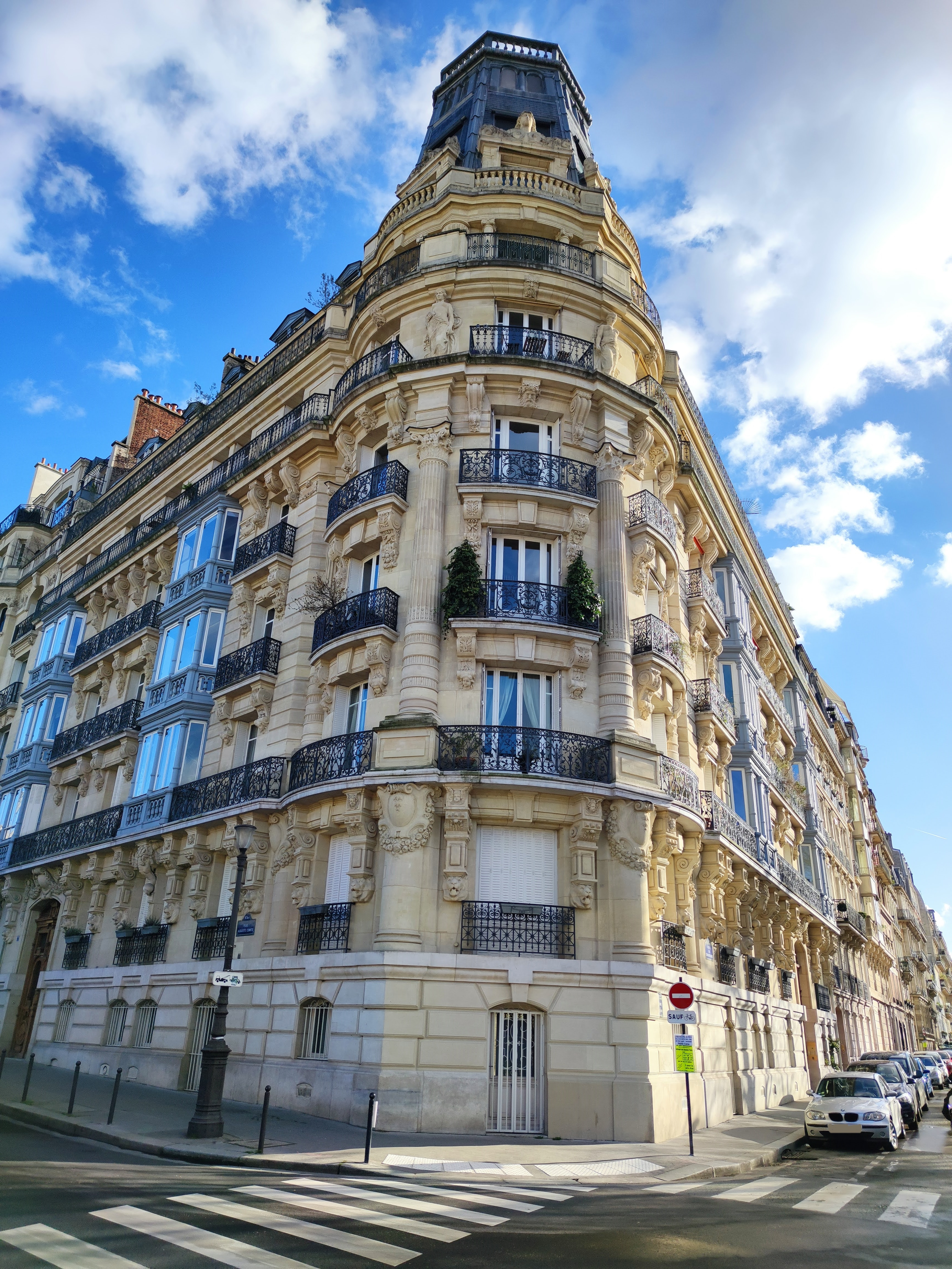
1, avenue de l'Observatoire, Paris.
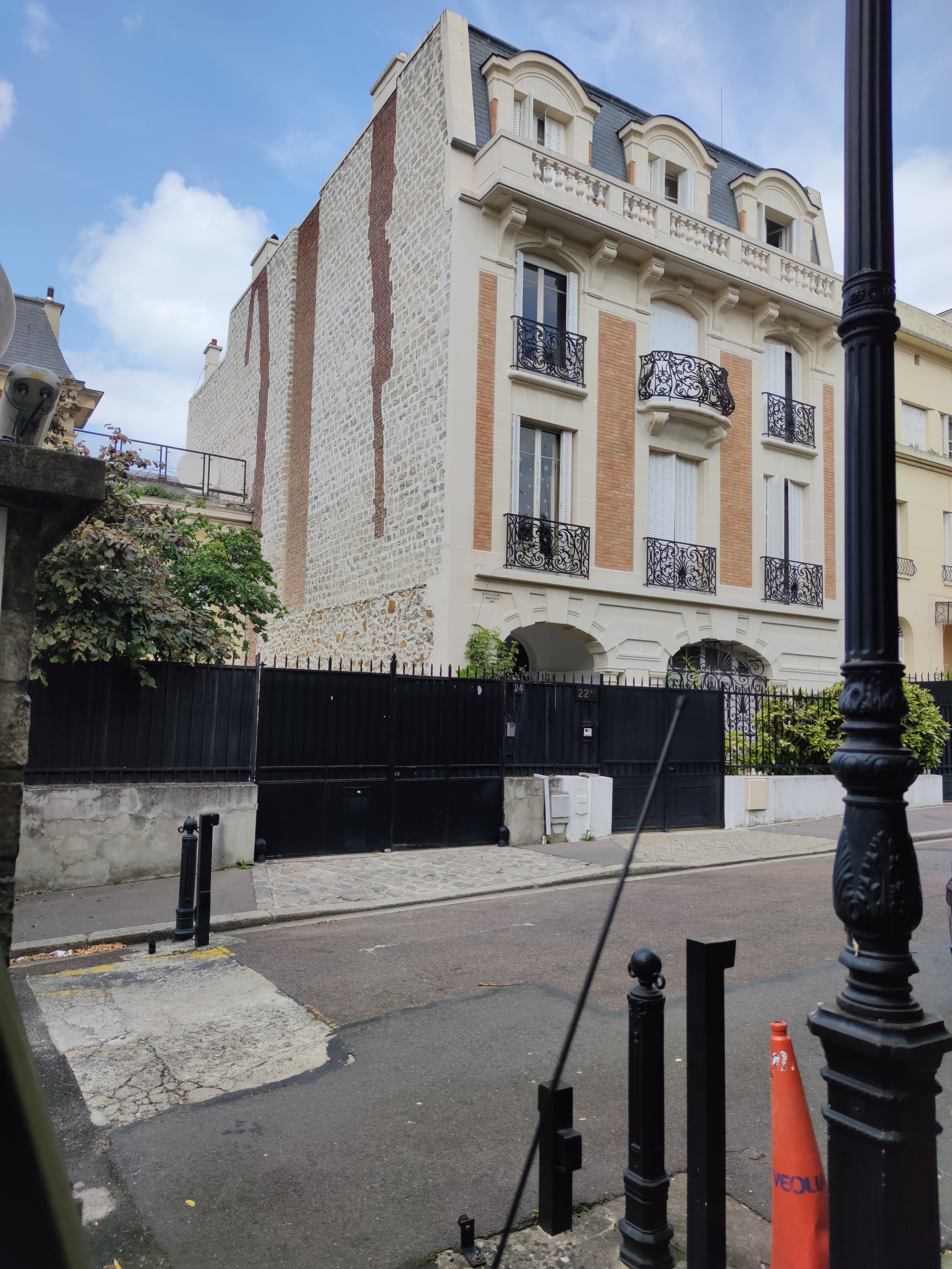
22 bis, avenue du Parc-Saint-James, Neuilly-sur-Seine.
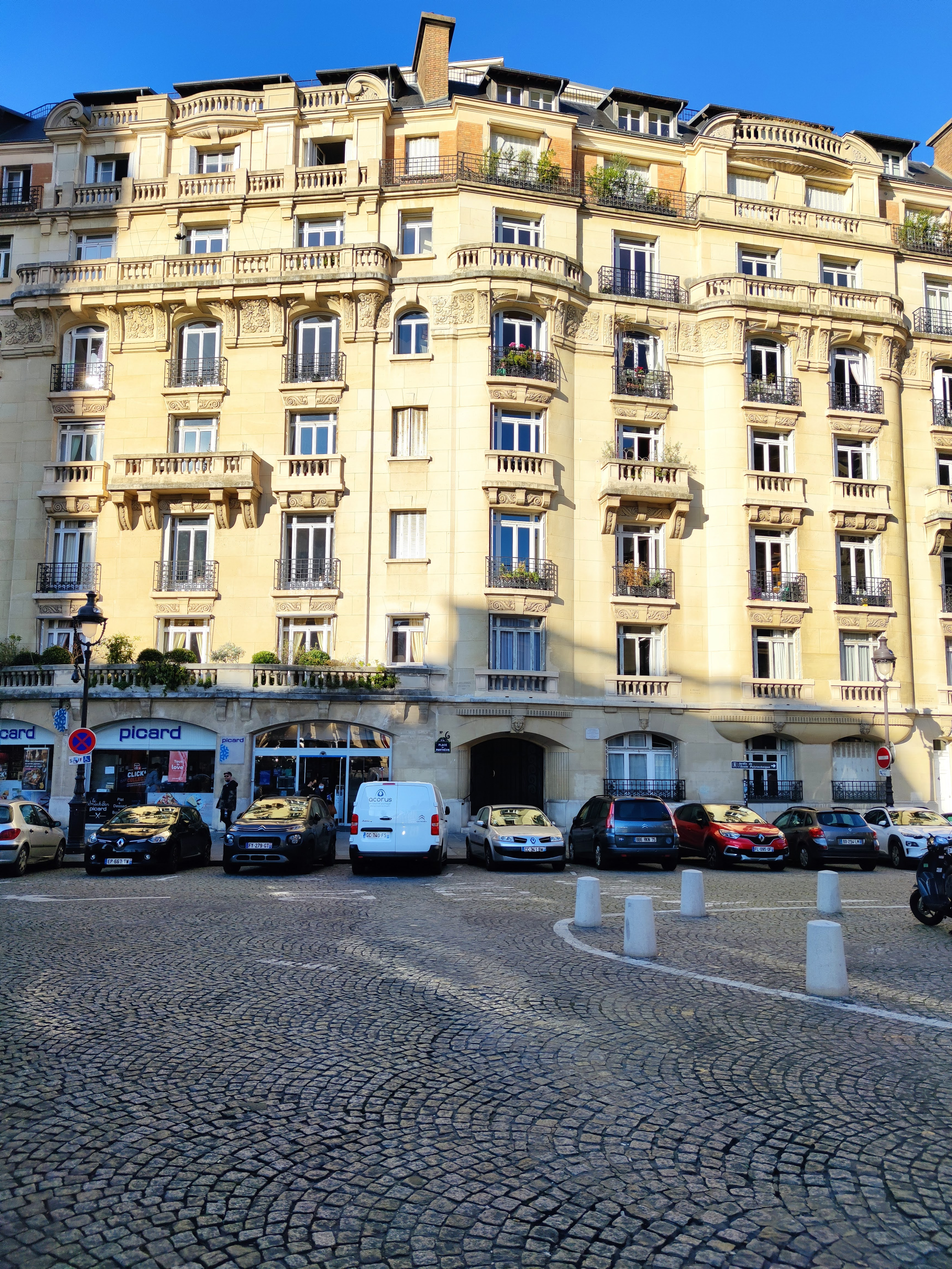
6, place du Panthéon, Paris.
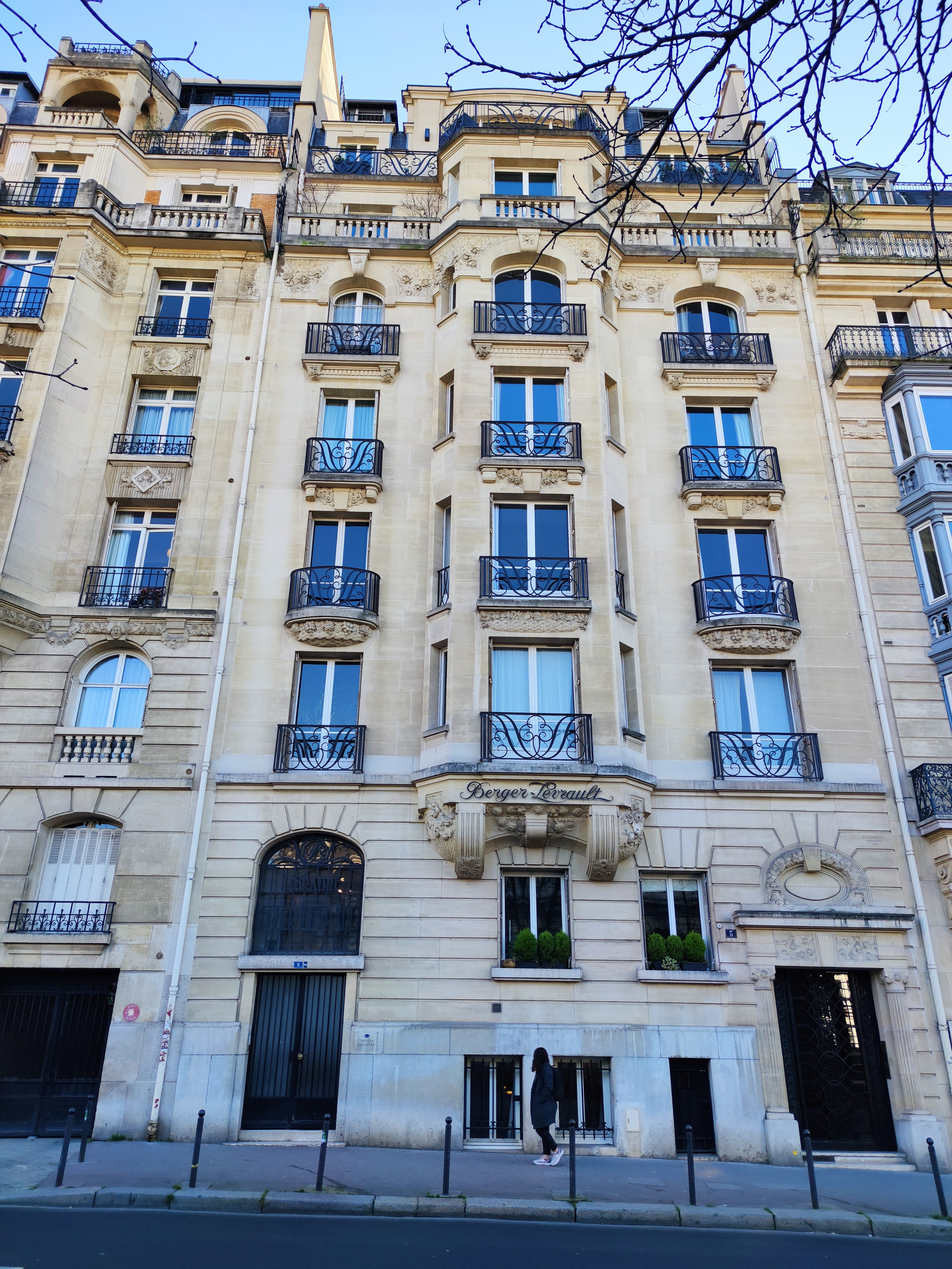
5, rue Auguste-Comte, Paris.
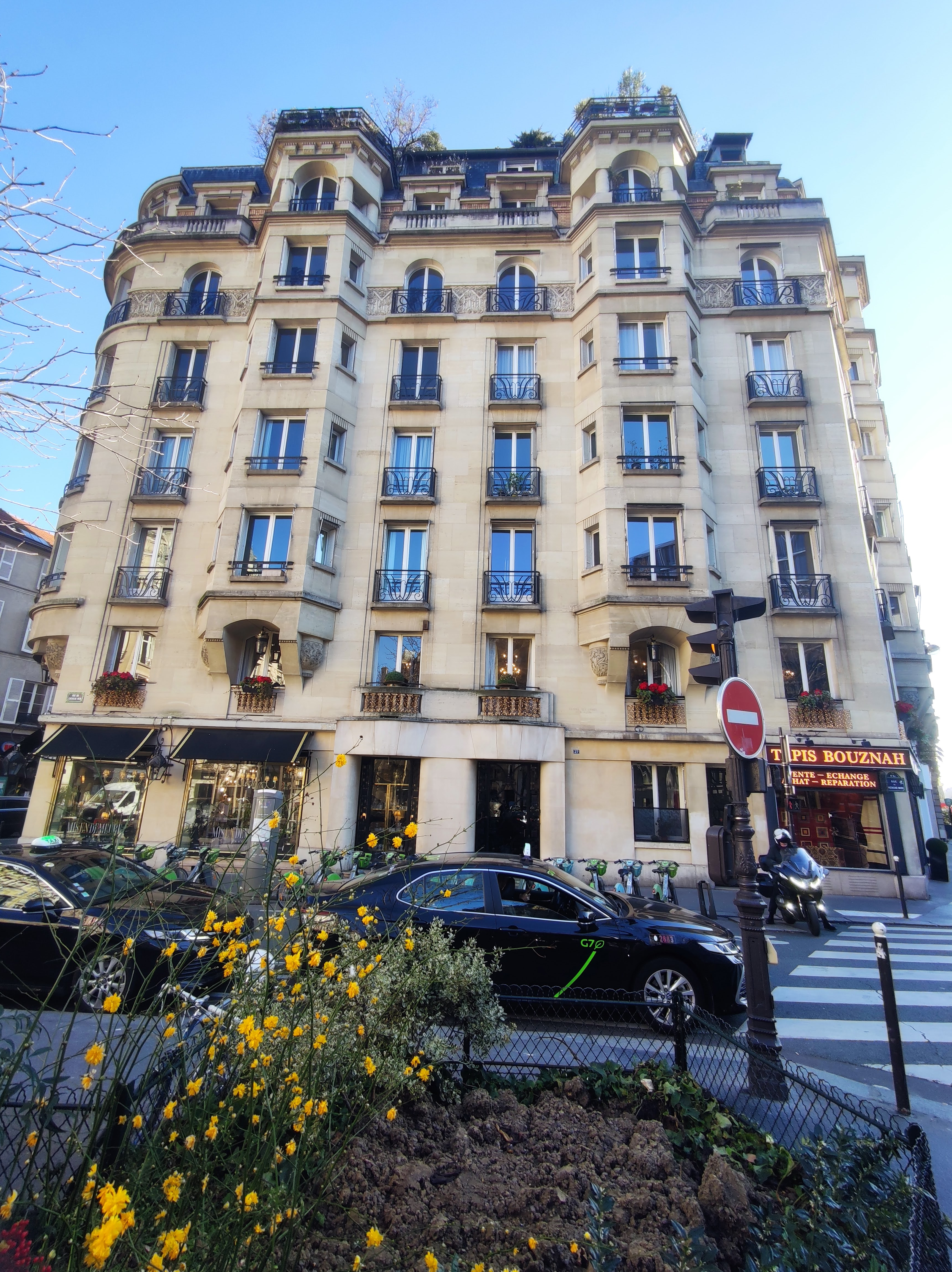
27, rue du Cherche-Midi, Paris.